# Santa-Lucia-di-Moriani
Santa-Lucia-di-Moriani (en cors Santa Lucia di Moriani) és un municipi francès, situat a la regió de Còrsega, al departament d'Alta Còrsega. L'any 1999 tenia 1.003 habitants.

## Demografia
| 1962 | 1968 | 1975 | 1982 | 1990 | 1999  |
| ---- | ---- | ---- | ---- | ---- | ----- |
| 234  | 235  | 291  | 543  | 772  | 1.003 |

## Administració
| Període   | Identitat                | Partit | Qualitat |  |
| --------- | ------------------------ | ------ | -------- |  |
| 2001-2008 | Pasquin Poli             |        |          |  |
| 2008-     | Jean-Antoine Sanguinetti |        |          |  |